# نبي دهغا (كياشهر)
نبي دهغا (بالفارسية: نبی دهگا) هي قرية تقع في إيران في قسم کیاشهر الريفي. يقدر عدد سكانها بـ 403 نسمة بحسب إحصاء 2016.